# Grube Leibnitz
Die Grube Leibnitz, manchmal auch Grube Leibnitz-Dante genannt, ist eine ehemalige Buntmetallerz-Grube des Bensberger Erzreviers in Rösrath im Ortsteil Hoffnungsthal. Das Grubenfeld Leibnitz erstreckte sich in der Umgebung der Straße Am Heidenkeller in Sülze.

## Geschichte
Der erste schriftliche Hinweis auf die Grube Leibnitz findet sich im Zechenbuch der Grube Lüderich mit Datum vom 20. September 1838. Darin wird von einem früheren Bergbau „auf Heidekeller“ ohne weitere Einzelheiten berichtet. Die Berechtsamsakte bei der Bezirksregierung Arnsberg beginnt mit einem Mutungsgesuch des Christian Wöllner vom 24. Oktober 1838. Er beantragte die Bergrechte für den Kupfererzgang Heidekeller, der künftig den Namen Cäcilia tragen sollte. Die Belegschaft für die Aufschlussarbeiten bestand aus zwei Mann.  Mit Schreiben vom 20. Februar 1839 teilte Wöllner dem Berggeschworenen mit, dass es schon früher einen alten Bergbau gegeben habe. Der neu aufgewältigte tiefe Stollen habe jetzt den „von den Alten“ betriebenen Gang angetroffen. Nochmals möchte er um Verleihung bitten, weil er die gewonnenen Kupfererze für seine Vitriol-Fabrikation benötige. Daraufhin erteilte man ihm am 14. August 1839 die Verleihung mit dem Namen Cäcilia. Die Quatembergelder in Höhe von 4 ½ Silbergroschen für die Fundgrube und 1 ½ Silbergroschen für die „Maßen“ seien vom Quartal Crucis (das dritte Quartal in einem Jahr) 1839 an fällig. Seit dem 15. März 1841 waren keine Quatembergelder mehr gezahlt worden. Man erklärte daher die Grube Cäcilia „wieder ins Freie“, also besitzlos.
Mehrere Mutungsgesuche in der Zeit von Mai 1853  bis 29. November 1853 führten am 2. Juli 1854 zu einer erneuten Verleihung auf Kupfererz mit dem Namen Leibnitz an die Rheinische Bergwerksgesellschaft zu Cöln. Seit dem Jahr 1857 ruhte der Betrieb wieder und wurde auf Antrag des Bergwerksbetreibers auf unbestimmte Zeit gefristet. Der inzwischen in Saturn Rheinischer Bergwerks-Actien-Verein umbenannte Bergwerksbetreiber beantragte am 1. und 29. August 1865 eine Erweiterung der Verleihung auf Blei- und Zinkerz. Die entsprechende Verleihung erfolgte am 10. Juni 1867. Seit dieser Zeit sprach man auch von der Grube „Leibnitz & Dante“, ohne dass dieser Begriff jemals amtlichen Charakter erhalten hätte. Das lag wohl daran, dass man es mit zwei dicht nebeneinander liegenden Gängen zu tun hatte, wovon der eine Leibnitz genannt wurde und der andere Dante. Über weitere Bergbauaktivitäten ist nichts bekannt. Bei den Mineraliensammlern ist die Bezeichnung Leibnitz-Dante bis auf den heutigen Tag erhalten geblieben.

## Mineralien

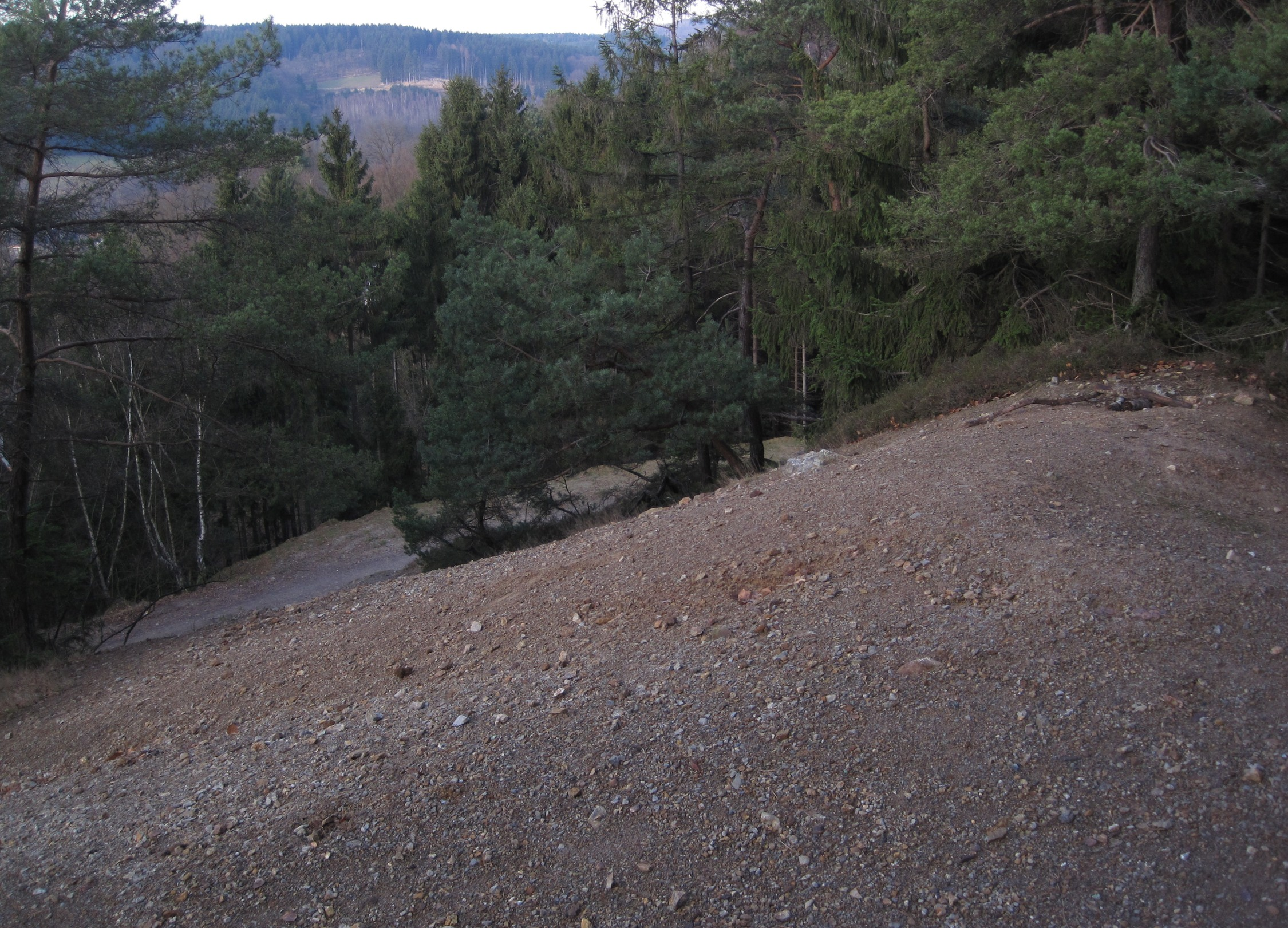
Geröllhalde der ehemaligen Grube (2014)

Die Halden der Grube Leibnitz werden immer wieder von Mineraliensuchern aufgesucht, die hier nach Mineralien suchen, insbesondere Azurit und Olivenit. Besonders schöne Exemplare, die hier gefunden wurden, haben Sammler auf Internetseiten veröffentlicht.